# بیلی هیمز
بیلی هیمز (انگلیسی: Billy Heames; July 1869 – ۱۹۳۹ (۶۹−۷۰ سال)) بازیکن فوتبال بود.
از باشگاه‌هایی که در آن بازی کرده‌است می‌توان به باشگاه فوتبال استوک سیتی و باشگاه فوتبال پورت ویل اشاره کرد.